# Brauerei Grieskirchen

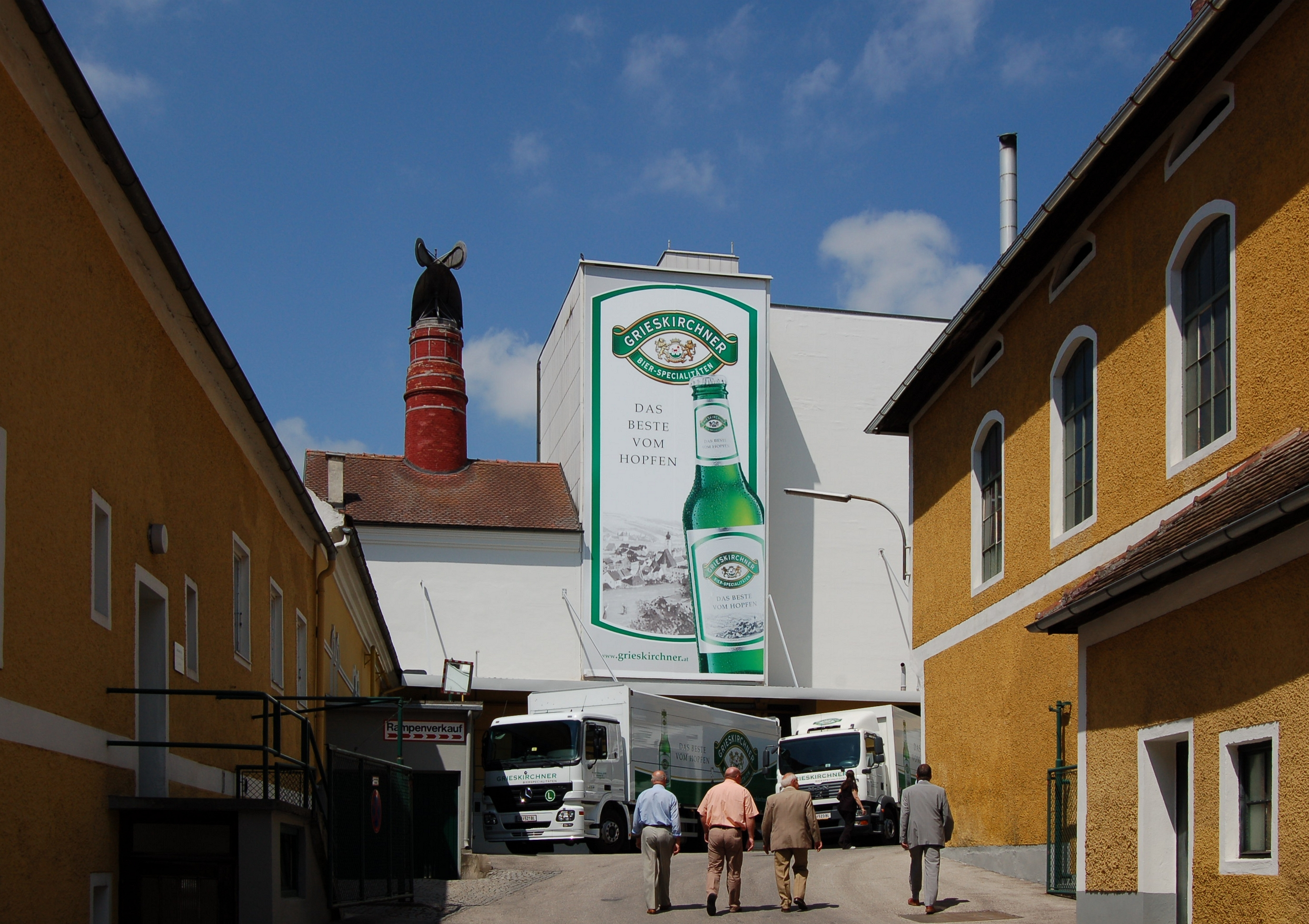
Eingangsbereich der Brauerei

Die Brauerei Grieskirchen wurde über 300 Jahre lang in der Stadt Grieskirchen in Oberösterreich betrieben und im Jahr 2025 geschlossen. Die Marke „Grieskirchner“ besteht jedoch weiterhin.

## Geschichte
Die Brauerei Grieskirchen wurde im Jahr 1708 erstmals urkundlich erwähnt. Im 19. Jahrhundert war Grieskirchen 1810–1816 königlich bayerische Grenzstadt und das Unternehmen somit die „östlichste bayrische Weißbier-Brauerei“. Graf Friedrich Revertera von Salandra kaufte 1868 die zwei Brauereien am jetzigen Firmengelände und schuf den ersten Grieskirchner Industriebetrieb. 122 Gastwirte erwarben 1908 sämtliche Objekte und bildeten eine Genossenschaft. 1941 wurde die Brauerei Grieskirchen Aktiengesellschaft gegründet, die ab 1998 zu 90,5 Prozent im Eigentum von Gustav Harmer stand, der Rest der Aktien wurde traditionell von einigen Familien aus Grieskirchen und Umgebung gehalten. Im August 2007 wurde die AG in die Brauerei Grieskirchen GmbH umgewandelt, die Aktieninhaber wurden zu Gesellschaftern. Im März 2008 brachte Gustav Harmer seinen Gesellschaftsanteil in die familieneigene Harmer Holding GmbH, diese mit Sitz in der Ottakringer Straße 120 (Palais Kuffner), ein.
Im August 2013 übernahm Marcus Mautner Markhof von der Harmer Holding über seine im selben Jahr gegründete MM Beteiligungs- und Beratungs GmbH (MMBB) mit Sitz in Klosterneuburg die Gesellschaftsanteile an der Brauerei Grieskirchen GmbH und wurde auch deren Geschäftsführer. Die restlichen 9,5 Prozent verblieben im Eigentum der 27 lokalen Gesellschafter, konnten aber später übernommen werden.
Mitte September 2020 teilte das Unternehmen mit, aufgrund kräftigen Umsatzrückgangs, die die Coronakrise in der Gastronomie auslöste, Insolvenz zu beantragen, ebenso die MMBB.
Am 11. November 2020 wurde der Fortbetrieb des Unternehmens gerichtlich genehmigt. Die Gläubigerquote von 30 % binnen 2 Jahren wurde am 16. Dezember 2020 angenommen.
Mitte 2021 schrieb das Unternehmen wieder Gewinne, und der Braumeister konnte den Titel eines österr. Staatsmeister der Biersommeliers erringen.
Am 12. Februar 2024 wurde erneut über Zahlungsschwierigkeiten der Brauerei berichtet, am 4. März bei Gericht die Insolvenz erklärt. Mit einer Rückzahlungsquote von 70 Prozent – zahlbar in zwei Raten binnen zwei Jahren – wurde ein erneutes Sanierungsverfahren am 6. Juni angenommen.
Im Mai 2025 wurde das endgültige Aus für die Brauerei vermeldet.
Die Marke „Grieskirchner“ existiert weiterhin, seit 2025 wird das Bier aber von der Vorarlberger Brauereigenossenschaft Frastanz gebraut. 

## Produkte
Das Produktsortiment der Brauerei umfasste 12 Standard-Biersorten: Pils, Märzen, Edelsud, Jörger Weisse hefetrüb, Jörger Weisse dunkel, Zwickl naturtrüb, das Leichte, Zitronen Radler naturtrüb, Saurer Radler, Oster- sowie Weihnachtsbock und Tradition. Das Aushängeschild der Brauerei war das Pils mit seiner hopfigen Note. Die Grieskirchner Brauerei war die erste Brauerei, die Radler in Flaschen abfüllte, und zählte zu den wenigen Brauereien, die Sauren Radler in Flaschen anbietet. Auch Spezialbiere für besondere Anlässe wurden gebraut, zum Beispiel das „Grieskirchner Jubiläumsbier“ zum 300-Jahr-Jubiläum der Brauerei Grieskirchen im Jahr 2008 sowie zum 400-Jahr-Jubiläum der Stadt Grieskirchen im Jahr 2013. Es gab auch immer wieder saisonale Spezialbiere der 4710er Reihe. Neben verschiedenen Biersorten und Radler bietet die Brauerei auch Limonaden und Sodawasser an.